# Patareni
 Ovo je glavno značenje pojma Patareni. Za hrvatski punk sastav pogledajte Patareni (sastav).
Patareni  je naziv za slijedbenike vjerskog pokreta iz 11. stoljeća u milanskoj nadbiskupiji, koji su željeli reformu klera i crkvene vlasti u pokrajini i podržavali papinske oštre mjere protiv simonije i braka svećenika. Patareni je zapravo pogrdan izraz koji su im dali njihovi protivnici, a dolazi od riječi iz milanskog dijalekta -patee to bi bilo nešto kao odrpanci.
Manje više slijedbenici patarena regrutirali su se iz krugova gradskih obrtnika koji su bili motivirani za akciju iz osobne pobožnosti. Sukob između patarena i njihovih podupiratelja s jedne strane te grupa okupljenih oko Milanskog nadbiskupa s druge strane, na kraju je doveo do pravog građanskog rata sredinom 1070-ih, i Velike saksonske pobune po Njemačkim zemljama Svetog rimskog carstva. Ovaj sukob je vrlo detaljno opisao onovremeni kroničar Arnulf iz Milana.
Pataria kako su slijedbenici zvali svoj pokret, nastala je djelomično kao rezultat crkvenih reformi i vjerskih pokreta kao što je bio Mir Božji, a djelomično i zbog socijalne situacije u Milanu. Na patarene su imali utjecaj i južnofrancuski vjerski pokreti, Mir Božji i Katari. Poznija popularnost Katara u Milanu tijekom dvanaestog stoljeća bila je plod patarije. Glavni ciljevi patarenske pobune bili su svrgavanje bogatih nevjerničkih aristokratskih zemljoposjednika i vrlo korupiranog klera, simonijom i nikolizmom. Oni su osporavali prava vrhovnog klera iz Milana i davali snažnu potporu gregorijanskoj reformi pape Grgura VII. Njima su se pridružili redovnici siromašnih redova i niži svećenici koji su tražili da se u višim crkvenim redovima prekine s praksom simonije, svećenićkih brakova i života s konkubinama. Osobito su napadali moral višeg svećenstva, i zahtijevali da se živi strogom samostanskom disciplinom. Veliki kontrast između siromaštva redovnika i velikog bogatstva crkvenih velikodostojnika bila je centralna točka sukoba.
Nadbiskup Milana Guido Velate bio je osobita meta patarenskih napada. Naime nakon smrti 1045. biskupa ratnika Ariberta, Milanska vjerska općina tražila je od cara Svetog Rimskog Carstva Henrika III., koji je imao pravo na izbor biskupa, da bira između četiri kandidata za koje su oni držali da su retti ed onesti (dolični i pošteni): Anselma da Baggia, Arialda da Carimatea, Landolfa Cotta, i Atonea. Carev izbor međutim bio je Guido Velate, poznat po svojoj potpori praksi svećeničkih brakova i konkubinata, koja je inače bila opće prihvaćena u zabačenijim seoskim sredinama, a koju su tada zvali "nikolizam", po jednom pasusu iz Knjiga Otkrivenja (2:6, 14-15).
Kako Guido, nije ispunio zahtjeve u borbi protiv simonije bio je prisiljen dati ostavku. Patareni su prosvjedovali iz početka vrlo mirno, uglavnom su odbijali da prihvate bilo što iz ruku svećenika koji bi imali neslužbene supruge ili priležnice. Zbog tog su neke crkve bile prazne, dok su s druge strane neke bile pretrpane vjernicima. Na čelo patarenskog pokreta uspeli su se četvoro odbačenih "doličnih i poštenih" kandidata za nadbiskupa. Da smiri situaciju car je postavio Anselma da Baggia za biskupa Lucce, tako ga je udaljio daleko od Milana, a nadbiskup je ekskomunicirao tvrdoglave Arialda da Carimata i Landolfa Cotta.
Nakon potifikata pape Benedikta IX., njegovi sljedbenici su počeli čak vrlo ishitreno shvaćati nužnost i hitnost reformi, tako je i papa Lav IX. osudio praksu simonije i držanje konkubina među svećenicima. Kada je Landolfo Cotta pokušao predstaviti položaj milanskih patarena papi Stjepanu IX., njega su presreli nadbiskupovi batinaši i odveli ga u Piacenzu i skoro ga ubili. Taj put nisu uspjeli, ali im je drugi napad 1061. godine bio uspješan. Zbog toga je 1060. papa Nikola II. poslao delegaciju u Milano pod ravnanjem Petra Damianija i Anselma da Baggia, oni su uspjeli vratiti mir u grad.
Nakon Landolfove smrti, njegov brat Erlembald preuzeo je njegovo mjesto vođe patarena. On je pokret transformirao iz prvotnog društveno-vjerskog u gotovo vojnički pokret. Patareni su tada dobili potporu i od papa; Aleksandra II. i Grgura VII., dok je među pobornicima Milanskog nadbiskupa nastupio raskol i sukob, sve dok nije novi nadbiskup Anselmo III, ponovo uspostavio red.
okcitanska riječ patarik kasnije je postala sinonim za Katara. Žena trubadura Raimona Jordana bila je patarenka. Bilo je i glasina, koje su potekle od kršćanskih zatvorenika iz Aleksandrije, da su patareni napravili savez s muslimanima protiv križara .